# Фарис (Йемен)
Фарис (араб. فارس‎) — деревня на юго-западе Йемена. Входит в состав мухафазы Абья. Население Фариса составляет 332 человека. Населённый пункт расположен в пустынном районе.